# Protocirrineris socialis
Protocirrineris socialis är en ringmaskart som beskrevs av Blake in Blake, Hilbig och Scott 1996. Protocirrineris socialis ingår i släktet Protocirrineris och familjen Cirratulidae. Inga underarter finns listade i Catalogue of Life.